# Adolphe de Lanneau
Pour les articles homonymes, voir Lanneau.
Adolphe de Lanneau, né le 17 juillet 1796 à Paris et mort le 5 septembre 1881 à Paris, est un directeur d'établissement scolaire et homme politique français.

## Biographie
Né à Paris le 17 juillet 1796, Régulus-Adolphe Delanneau est le fils aîné de Louise-Joachim Alix et du pédagogue Victor de Lanneau, refondateur du collège Sainte-Barbe en 1798. Adolphe est le frère aîné de Ferdinand-Eugène de Lanneau (1807-1894), collaborateur du Journal des débats entre 1842 et 1854.
En 1812, Adolphe de Lanneau est à peine âgé de 16 ans lorsqu'il participe à la campagne de Russie en tant que secrétaire particulier du général Dumas, un ami de son père. Nommé l'année suivante adjoint au commissaire des guerres, il a les mains et les pieds gelés pendant l'éprouvante retraite des troupes napoléoniennes. En novembre 1813, lors de la campagne de Saxe, il est fait prisonnier à l'issue de la capitulation de Dresde. Libéré après dix mois de captivité en Bohême, il rejoint la Grande Armée à l'occasion de la campagne de France. Commissaire des guerres de la division du général Foy pendant la campagne de Belgique, il prend part à la bataille de Waterloo. Il est ensuite chargé de la surveillance des hôpitaux de blessés de Paris puis du service du château de Vincennes sous les ordres du général Daumesnil.
Envoyé à Dijon à la fin de l'année 1815 puis rendu à la vie civile par la Seconde Restauration, il travaille aux côtés de son père à partir de 1816 en tant que préfet des études et sous-directeur de l'administration du collège Sainte-Barbe. Le directeur est alors officiellement le professeur Adam, qui agit en tant qu'homme de paille de Victor de Lanneau. En 1819, Adolphe de Lanneau lui succède à la direction de cet établissement dont il est lui-même l'un des anciens élèves. Encore trop jeune pour prétendre au diplôme de chef d'institution, il obtient de Royer-Collard une dispense valant autorisation provisoire. Diplômé quelques années plus tard, il est privé de son titre pendant près d'un an, en 1824-1825, par les autorités qui se méfient de la réputation de libéralisme attachée au collège.
Marié à Estelle-Émilie-Zima La Barrère, Adolphe de Lanneau est le père du contre-amiral Ferdinand de Lanneau (1822-1881), gouverneur du Sénégal en 1881.
Favorable à la Révolution de Juillet, Adolphe de Lanneau est élu président de la commission municipale de l'ancien 12e arrondissement le 28 juillet 1830. Nommé adjoint au maire peu de temps après, il devient maire en 1838.
En 1831, il a obtenu la croix de chevalier de la Légion d'honneur en récompense de ses services universitaires. Il sera promu au rang d'officier de cet ordre vingt ans plus tard.
Remplacé en 1838 par Alexandre Labrouste au poste de directeur de Sainte-Barbe, il est nommé à la direction de l'Institut royal des sourds-muets. Il assume cette fonction pendant vingt ans avant de prendre sa retraite en 1858.
Il meurt à l'âge de 85 ans à son domicile du no 163 de la rue de Rennes le 5 septembre 1881, moins d'un mois après avoir eu la douleur d'apprendre la mort de son fils Ferdinand, terrassé par la fièvre jaune au Sénégal. Adolphe de Lanneau est inhumé le 8 septembre au cimetière du Montparnasse (18e division), où son mausolée est surmonté de son buste réalisé par Crauk en 1858 (exposé au Salon de 1859).